# Makaton
Makaton je jazykový program, který poskytuje základní prostředky komunikace a podněcuje jak rozvoj mluvené řeči, tak i porozumění pojmů u dětí a dospělých s komunikačními problémy. Makaton byl navržen logopedkou M. Walkerovou a psychiatrickými konzultanty K. Johnstonovou a T. Cornforthem z Královské asociace pro pomoc neslyšícím ve Velké Británii. Název makaton je složeninou jejich křestních jmen. Tým tvůrců systému pracoval původně s dětmi s mentálním postižením a autismem, které nebyly neslyšící, ale nekomunikovaly mluvenou řečí a špatně jí rozuměly. Později začal být tento systém využíván pro potřeby komunikace zejména u osob s těmito typy postižení: neslyšící dospělí a děti s mentálním postižením, slyšící děti a dospělí s mentálním postižením, kteří nekomunikují mluvenou řečí a špatně jí rozumějí, dospělí a děti s mentálním a tělesným postižením, děti s autismem, malé neslyšící děti a děti s problémy artikulace, např. artikulační dyspraxií, jako dočasný stresu zbavující prostředek komunikace během intenzivní výuky artikulované řeči a také některé dospělé osoby trpící komunikačními problémy následkem úrazu mozku nebo mozkové mrtvici.

## Charakteristika
Slovník Makaton je jazykový program, který užívá znaky doplněné mluvenou řečí a symboly. Znaky Makaton pocházejí buď z přirozeného znakového jazyka komunity neslyšících nebo znaky ze znakových systémů užívaných ve vzdělávání neslyšících. Je nutné předeslat, že znaky Makatonu jsou v každé zemi před zavedením systému pečlivě vybírány a standardizovány. V případě, že dospělý nebo dítě vyčerpá znaky, které slovník Makaton nabízí, může i nadále rozvíjet svoji zásobu znaků osvojením dalších znaků z jazyka komunity neslyšících. Při používání Makatonu není nezbytné znakovat všechna užívaná slova, znakují se zpravidla takzvaná klíčová slova. Symboly Makaton, které se používají v některých případech zároveň se znaky, umožňují použít více-smyslový přístup v komunikaci. Mohou být také užívány jako primární prostředek komunikace, jako pomůcka přispívající k rozvíjení jazyka a jako pomoc při rozvoji čtenářských dovedností. Při počátečním užívání jazykového programu Makaton je vhodné používat současně znaky i mluvenou řeč. Je třeba zjistit, jaké modalitě dává osoba s postižením přednost a která je pro ni největším přínosem

## Výuka
Výuka Makatonu musí probíhat ve dvou rovinách:
- Formální rovina – děti a dospělí jsou vyučováni strukturovaným způsobem podle příručky Makatonu a tímto způsobem získávají důkladnou znalost a porozumí příslušným pojmům jazyka. Revidovaný slovník Makaton obsahuje přibližně 350 slov (znaků), které jsou uspořádány do osmi stupňů. Devátý stupeň tvoří zvláštní přídavný slovník. Každý stupeň tedy obsahuje 35–40 slov. Narazí-li výuka kdekoli v postupném vývoji komunikačních schopností na hranici schopností dítěte nebo dospělého, bude již získaná znalost představovat ucelený komunikační prostředek.
- Neformální rovina – výhodou je, když je systém Makaton používán co největším počtem dalších osob, které s postiženými přicházejí do styku. Cílem je dát těmto osobám možnost používat nové znalosti v každodenním životě.